# Poblat ibèric de les Guàrdies
Les Guàrdies és un jaciment del Vendrell, Baix Penedès, molt proper a Alorda Park, inclòs a l'Inventari del Patrimoni Arqueològic i Paleontològic de Catalunya.
Es tracta d'un jaciment metal·lúrgic, una mina de ferro, que aprofita l'existència d'argiles ferruginoses, datat des del segle iv aC. Junt amb les Mines de Gavà és l'únic cas conegut de mineria del ferro a Catalunya durant l'època iberoromana i romana. Era un assentament que combinava la mineria amb el seu emmagatzemament a la vegada que hi havia sitges de blat.
Era una mina a cel obert. La reducció de la mena de ferro es realitzava pel mètode directe, en el qual cal aconseguir una temperatura de 1.100-1.200 °C. Es feia en forns soterrats.
S'ha pogut identificar tota la cadena operativa, des de l'extracció del mineral fins a la seva reducció, passant pels tractament previs a aquesta operació. Hi ha indicis de la fabricació d'objectes.